# Ludovic Baal
Ludovic Baal (Cayena, 24 de mayo de 1986) es un futbolista francoguayanés que juega de defensa en el A. S. Le Mans Villaret.

## Selección nacional
Ludovic Baal es internacional con la selección de fútbol de la Guayana Francesa desde el 9 de junio de 2012, cuando debutó con su selección en un amistoso frente a la selección de fútbol de Surinam.
En 2017 disputó la Copa de Oro de la Concacaf 2017 con Guayana Francesa.

### Goles internacionales
| No | Fecha                  | Lugar                                                                | Oponente | Gol | Resultado | Competición                            |
| -- | ---------------------- | -------------------------------------------------------------------- | -------- | --- | --------- | -------------------------------------- |
| 1. | 12 de octubre de 2012  | Complejo Deportivo Parque Warner, Basseterre, San Cristóbal y Nieves | Anguila  | 4–1 | 4-1       | Clasificación para la Copa Caribe 2012 |
| 2. | 29 de marzo de 2016    | Stade Municipal Dr. Edmard Lama, Cayena, Guayana Francesa            | Cuba     | 1–0 | 3-0       | Clasificación para la Copa Caribe 2017 |
| 3. | 9 de noviembre de 2016 | Estadio Sylvio Cator, Puerto Príncipe, Haití                         | Haití    | 5–2 | 5-2       | Clasificación para la Copa Caribe 2017 |

## Clubes
| Club                   | País    | Año       |
| ---------------------- | ------- | --------- |
| Le Mans F. C.          | Francia | 2007-2011 |
| R. C. Lens             | Francia | 2011-2015 |
| Stade Rennais F. C.    | Francia | 2015-2019 |
| Stade Brestois         | Francia | 2019-2021 |
| U. S. Concarneau       | Francia | 2022      |
| Sablé F. C.            | Francia | 2023      |
| A. S. Le Mans Villaret | Francia | 2023-     |

## Palmarés

### Títulos nacionales
| Título          | Club                | País    | Año  |
| --------------- | ------------------- | ------- | ---- |
| Copa de Francia | Stade Rennais F. C. | Francia | 2019 |